# ARD
ARD (puno ime Arbeitsgemeinschaft der öffentlich-rechtlichen Rundfunkanstalten der Bundesrepublik Deutschland – "Konzorcij javnih krugovalnih postaja Savezne Republike Njemačke"), je krovna organizacija njemačkih regionalnih javnih krugovalnih ustanova. Osnovana je godine 1950. u tadašnjoj Zapadnoj Njemačkoj u nastojanju da se poratna radiodifuzija decentralizira. 
Danas ARD upravlja nacionalnom televizijskom mrežom koja se od 1994. službeno zove Das Erste ("Prva"), a prije je bila poznata kao ARD. "Das Erste" je izraz koji se ranije koristio kako bi se ARD-ov program razlikovao od ZDF (Zweites Deutsches Fernsehen, osnovane 1963. godine), poznate kao "das Zweite" (druga). 
Mreža ARD je počela emitiranje 1952. pod imenom Deutsches Fernsehen ("Njemačka televizija"), postavši Erstes Deutsches Fernsehen ("Prva njemačka televizija") s uvođenjem novog korporacijskog dizajna 1. listopada 1984. ARD se prvenstveno emitira preko široke mreže TV-predajnika. ARD također posjeduje paket od tri digitalna kanala (EinsPlus, One i tagesschau24) te sudjeluje u produkciji kabelskih/satelitskih kanala Phoenix (informativno-dokumentarni program), KI.KA (program za djecu), 3sat (program za kulturu), i arte (francusko-njemački program za kulturu). 
Konstitutivne insitucije su BR, HR, MDR, NDR, Radio Bremen, RBB, SR, SWR, and WDR kao i međunarodni radio-TV program Deutsche Welle. Ukupno postoje 54 regionalnih i lokalnih radio-stanica i mreža, dvije nacionalne radio-stanice, te sedam regionalnih TV-mreža.